# Timea Horvat
Timea Horvat (mađ. Horváth Tímea) (Sambotel, 12. svibnja 1967. – 11. lipnja 2023.) bila je hrvatska pjesnikinja i novinarka iz mađarskog dijela Gradišća. Rodom je iz Sambotela, a poslije je živjela u Petrovu Selu.
Bila je novinarka i članica uredništva tjednika Hrvatski glasnik (uz Bernadetu Blažetin i Stipana Balatinca), a pisala je i za Novi glas (glasnik Hrvatskog akademskog kluba) i ostale.
Uređivala je hrvatsku rubriku na mađarskoj televizijskoj postaji MTV1 i mjesnoj televizijskoj postaji iz Petrovog Sela.
Bila je suradnica seoskog kazališta i folklorne skupine Veseli Gradišćanci.

## Djela
- Ako nisi tu, zbirka pjesama, 1999.

Neke su joj pjesme ušle u antologiju hrvatske poezije u Mađarskoj 1945. – 2000. urednika Stjepana Blažetina Rasuto biserje.
Svojim djelima ušla je u antologiju Pjesništvo gradišćanskih Hrvata = Poemaro de Burglandaj Kroatoj urednika Đure Vidmarovića i Marije Belošević.

## Vanjske poveznice
- Croatica Kht. Tjednik Hrvata u Madarskoj  Arhivirana inačica izvorne stranice od 20. prosinca 2008. (Wayback Machine)
- Novi glas  Arhivirana inačica izvorne stranice od 14. srpnja 2007. (Wayback Machine) Timea Horvat